# Дачний (зупинний пункт, Одеська залізниця)
Да́чна — пасажирський залізничний зупинний пункт Шевченківської дирекції Одеської залізниці.
Розташований біля присадибних ділянок, що поблизу села Мала Смілянка, Смілянський район, Черкаської області на лінії Імені Тараса Шевченка — Помічна між станціями Імені Тараса Шевченка (7 км) та Сердюківка (15 км).
На платформі зупиняються приміські електропоїзди.